# Lelkowo (gromada)
Lelkowo – dawna gromada, czyli najmniejsza jednostka podziału terytorialnego Polskiej Rzeczypospolitej Ludowej w latach 1954–1972.
Gromady, z gromadzkimi radami narodowymi (GRN) jako organami władzy najniższego stopnia na wsi, funkcjonowały od reformy reorganizującej administrację wiejską przeprowadzonej jesienią 1954 do momentu ich zniesienia z dniem 1 stycznia 1973, tym samym wypierając organizację gminną w latach 1954–1972.
Gromadę Lelkowo z siedzibą GRN w Lelkowie utworzono – jako jedną z 8759 gromad na obszarze Polski – w powiecie braniewskim w woj. olsztyńskim na mocy uchwały nr 11 WRN w Olsztynie z dnia 4 października 1954. W skład jednostki weszły obszary dotychczasowych gromad Lelkowo, Miłaki i Sówki ze zniesionej gminy Lelkowo i obszary dotychczasowych gromad Dębowiec i Wilknity oraz miejscowość Giedawy z dotychczasowej gromady Piotrowiec ze zniesionej gminy Pieniężno w powiecie braniewskim, a także obszar dotychczasowej gromady Kwiatkowo (bez miejscowości Stega Mała, Samotnik, Meszniak, Włodkowo i Ciszyna) ze zniesionej gminy Bukowiec w powiecie iławeckim w tymże województwie. Dla gromady ustalono 16 członków gromadzkiej rady narodowej.
1 stycznia 1958 do gromady Lelkowo włączono obszar zniesionej gromady Głębock (bez PGR-ów Mątyty i Rogity) w tymże powiecie.
31 grudnia 1967 z gromady Lelkowo wyłączono: część obszaru PGR Piele (326 ha), włączając ją do gromady Bieńkowo; część obszaru PGR Piotrowiec (102 ha), włączając ją do gromady Wola Lipowska; oraz części obszaru PGR Sawity (78 ha + 90 ha), włączając je do gromady Pieniężno – w tymże powiecie; do gromady Lelkowo włączono natomiast część obszaru PGR Głębock (104 ha) z gromady Bieńkowo.
30 czerwca 1968 do gromady Lelkowo włączono obszar zniesionej gromady Bieńkowo w tymże powiecie.
Gromada przetrwała do końca 1972 roku, czyli do kolejnej reformy gminnej. 1 stycznia 1973 w powiecie braniewskim reaktywowano gminę Lelkowo.